# Falling Inn Love - Ristrutturazione con amore
Falling Inn Love - Ristrutturazione con amore (Falling Inn Love) è un film del 2019 diretto da Roger Kumble. Il titolo è un gioco di parole in lingua inglese tra la locuzione "falling in love" (innamorarsi) e la parola "inn" (locanda).

## Trama
Gabriela ha una vita serena: ha un fidanzato con cui sta da due anni e mezzo, un'amica del cuore con cui pratica yoga e un lavoro appagante nel settore della green economy a San Francisco. All'improvviso la sua vita viene totalmente sconvolta: perde il lavoro per il fallimento della sua azienda e si separa dal fidanzato che non ne vuole sapere di una convivenza con lei. Decide, così, di partire per la Nuova Zelanda, attirata dall'inaspettata vincita di una locanda nello Stato oceanino, ottenuta grazie ad una lotteria on line a cui aveva partecipato distrattamente.
Arrivata in Nuova Zelanda scopre che la lotteria era una truffa per permettere al vecchio proprietario di liberarsi della locanda, che, differentemente da quanto mostrato in foto, è da anni in rovina. Nonostante la necessità di numerosi restauri, Gabriela decide di rimanere e lavorare sodo per ripristinare il locale in rovina, soprattutto dopo aver conosciuto Jake, scapolo d'oro del paesino, che è il tuttofare e appena due anni prima aveva visto morire la sua cara fidanzata. In breve tempo Gabriela diventa amica di tutti i cittadini, che la aiutano nei momenti di difficoltà.
Durante i lavori di ristrutturazione tra Gabriela e Jake scocca la scintilla, ma la loro storia sembra destinata a durare poco: lei ha intenzione di vendere la locanda una volta finiti i lavori e tornare negli Stati Uniti, spinta anche da Chad, suo ex collega, che le offre la vice presidenza di una nuova società che ha appena fondato. Proprio il giorno dell'inaugurazione si presenta a sorpresa il suo ex Dean, attirato con un pretesto da Charlotte (proprietaria dell'unica altra locanda in città, che vede Gabriela come una nemica) la quale spera che il ragazzo convinca lei a tornare in patria. Quando tutto sembra spingere Gabriela lontana dalla Nuova Zelanda, è proprio Charlotte, presa dai rimorsi, a rivelare l'inganno.
Gabriela rinuncia a vendere la locanda, che porterà avanti insieme all'amato Jake.

## Produzione
Nel febbraio 2019, è stato annunciato che Netflix aveva dato il via alla realizzazione di Falling Inn Love con gli attori Christina Milian e Adam Demos e con Roger Kumble come regista. In seguito al cast si è unito anche Jeffrey Bowyer-Chapman. Le riprese sono iniziate in Nuova Zelanda nel febbraio 2019.

## Distribuzione
Il trailer è stato pubblicato il 14 agosto 2019, con la distribuzione avvenuta il 29 agosto 2019 sulla piattaforma Netflix.